# Zsolt Anger
Dans le nom hongrois Anger Zsolt, le nom de famille précède le prénom, mais cet article utilise l’ordre habituel en français Zsolt Anger, où le prénom précède le nom.
Pour les articles homonymes, voir Anger.
Zsolt Anger, né à Szeged (Hongrie) le 4 mai 1969, est un acteur hongrois.

## Filmographie partielle

### Au cinéma
- 1991 : Melodráma
- 1995 : Kalaf
- 1996 : A vád : Pásztor Péter
- 1996 : Honfoglalás : Levente
- 1997 : Benda színész eltünése
- 1998 : Il fantasma dell'opera : Waiter
- 1999 : Nekem lámpást adott kezembe az Úr, Pesten
- 1999 : Visszatérés (Kicsi, de nagyon erös 2.)
- 2003 : A pofon : The man
- 2003 : Jött egy busz... : (segment "No Comment")
- 2003 : Magyar szépség
- 2004 : Madzag : Szálka
- 2004 : Szezon : Zsolti, a võlegény
- 2004 : Jocó : Fõnök
- 2005 : Üvegfal
- 2006 : Premier
- 2006 : Sztornó : Cameo
- 2006 : Szalontüdö : üzletember
- 2007 : Alterego : Tamás
- 2007 : S.O.S. szerelem! : Priest
- 2008 : L'Investigateur (A nyomozó) : Malkáv
- 2008 : 9 és 1/2 randi : Merci barátja
- 2009 : Summertime
- 2009 : Etetés : Kopasz
- 2009 : Utolsó idök : Befektetõ
- 2010 : Czukor Show : Bertalan Gyula
- 2010 : Exitium - A pusztulás hangjai (Ritmusok V) : The Officer
- 2011 : Isztambul : Nyomozó
- 2014 : Az expedíció : The Politician
- 2014 : Couch Surf : Meoro
- 2014 : Utóélet
- 2014 : Tetemre hívás : Rendõrfõnök
- 2015 : Az éjszakám a nappalod : Volf
- 2016 : L'Étrangleur (A martfüi rém)
- 2016 : Hurok : Dezsö (en post-production)
- 2017 : Budapest Noir : Gellért Vladimir (en production)

## Récompenses et distinctions
- 2002 : prix Mari Jászai